# Aeroportul South Goulburn Island
Aeroportul South Goulburn Island (IATA: GBL, ICAO: YGBI) este un aeroport din Teritoriul de Nord, Australia ce deservește zona Goulburn Islands⁠(d).
Situat la o altitudine de 19 m, aeroportul dispune de 1 pistă.

## Infrastructură

### Piste
Aeroportul dispune de o singură pistă. Pista 10/28 are suprafața de asfalt și dimensiunile 1.400 m × 18 m. 